# Macchia Antonini
Macchia Antonini fa parte del territorio di Calamecca ed è una frazione del comune italiano di San Marcello Piteglio, nella provincia di Pistoia, in Toscana.
La frazione è composta da un piccolo borgo intorno al quale si estende una tenuta di oltre 200 ettari, posta in Val di Forfora sulla Montagna Pistoiese. È caratterizzata dalla presenza di una singolare foresta di cerri, molti dei quali centenari, associati alcune altre essenze arboree, con all'interno ampi prati ed un piccolo lago.

## Geografia fisica
L'area della Macchia Antonini è costituita da una serie di piccoli poggetti, dominati dal Poggio Bottaio, alto metri 995 m s.l.m., separati da piccoli avvallamenti intercalati a prati e radure. La tenuta è amministrata da un ente benefico, l'omonimo Legato, costituito per gestire la fattoria ed il patrimonio boschivo della ex Macchia grande, lasciata in eredità da un ricco proprietario terriero pistoiese, l'ingegnere Pellegrino Antonini, al Comune di Pistoia, il cui sindaco è il presidente di diritto. L'ambiente forestale è contraddistinto dalla presenza di una foresta di cerri di alto fusto, ma vi si trovano anche faggi, aceri di monte ed abeti.

## Cultura

### Eventi

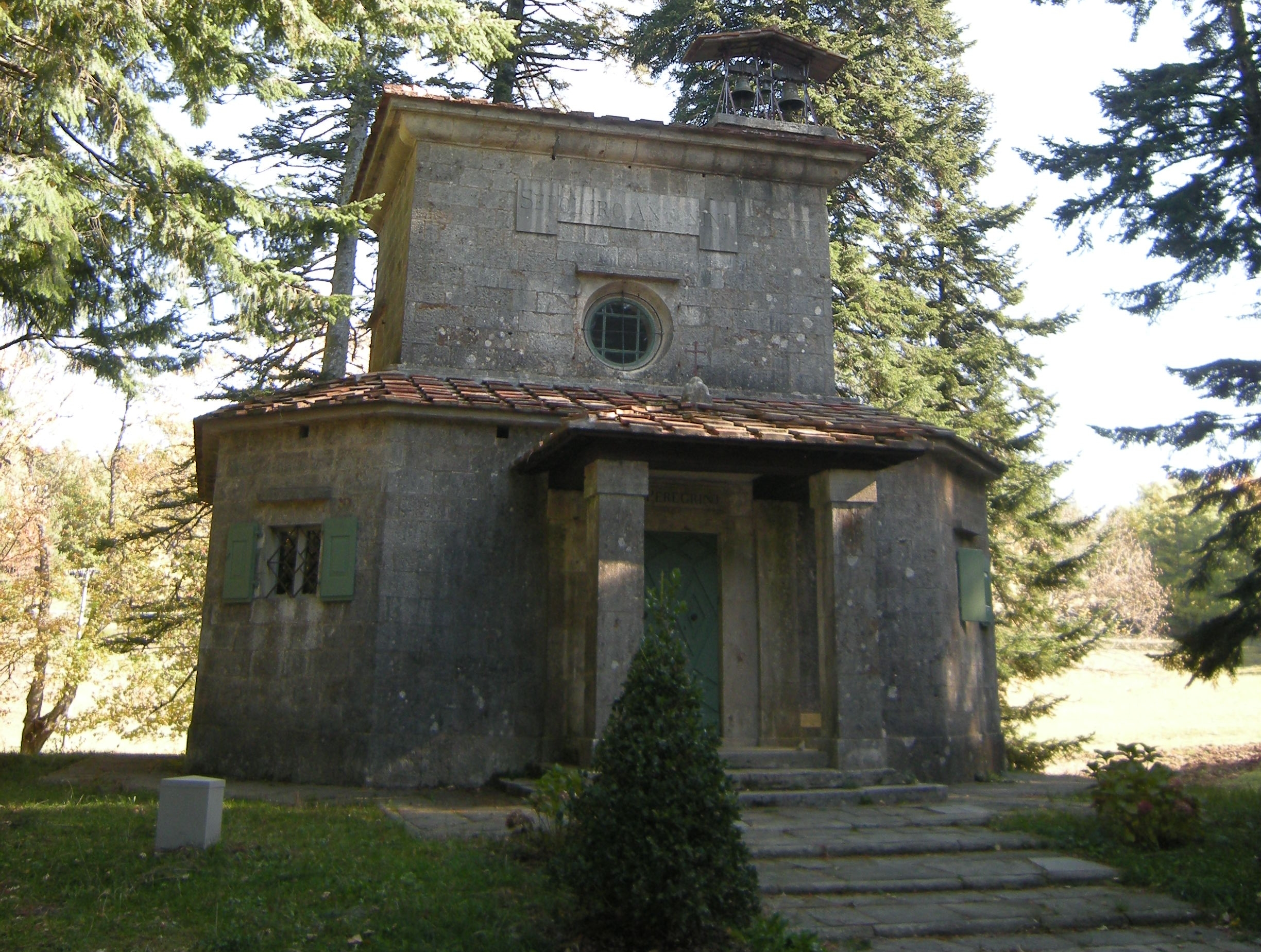
La cappella della Macchia Antonini

Dal 1827 ogni anno, nella domenica più vicina al 20 agosto, alla Macchia Antonini si svolge la Festa alla Macchia Grande. Fu per lasciare ai posteri un buon ricordo di sé dopo la sua morte che l'ingegnere Antonini, istituì la festa a sua memoria e donò al Comune di Pistoia i beni appartenenti alle possessioni granducali acquistati nel 1778 da parte del padre Felice.

## Infrastrutture e trasporti
Il principale accesso alla Macchia Antonini si trova all'incrocio esistente, a Margine di Momigno, con la strada mammianese 633. La suddetta strada proviene da Mammiano, dove s'incontra con la strada statale 12 dell'Abetone e del Brennero, poi attraversa Prunetta e giunge al suddetto incrocio; successivamente prosegue per Femminamorta, dove una strada conduce a Pistoia, oppure continua per Panicagliora, dirigendosi quindi a Vellano e Pescia oppure a Marliana e Montecatini Terme. Si può arrivare alla Macchia Antonini direttamente anche da Calamecca.